# Liviu Gheorghe Negoiță
Pour les articles homonymes, voir Negoiță.
Liviu Gheorghe Negoiță (né le 22 mars 1962, à Brăila) est un juriste et homme politique roumain, membre du Parti démocrate-libéral. De 2004 à 2012, il est maire du 3e secteur de Bucarest.
Le 6 novembre 2009, Negoiță est désigné Premier ministre par le président Traian Băsescu pour succéder à Emil Boc, démissionnaire, mais il renonce à la suite de l'élection présidentielle. Le président Băsescu, réélu, le désigne de nouveau. Negoiță décide finalement de se retirer et Emil Boc est de nouveau nommé Premier ministre le 17 décembre 2009.

## Lien
- (ro) Biographie de Liviu Negoiță sur le site web de la mairie annexe de Bucarest